# Liste des sites patrimoniaux remarquables
Cette liste recense les sites patrimoniaux remarquables de France.
Créés en 2016, les sites patrimoniaux remarquables sont une forme de classement d'une ville, d'un village ou d'un quartier dont la conservation, la restauration, la réhabilitation ou la mise en valeur présente, au point de vue architectural, archéologique, artistique ou paysager, un intérêt public.

## Liste

### Auvergne-Rhône-Alpes
- Ain :
  - Mérignat
  - Miribel
  - Montluel
  - Nantua
  - Trévoux

- Allier :
  - Besson
  - Billy
  - Bourbon-l'Archambault
  - Charroux
  - Hérisson
  - Huriel
  - Lapalisse
  - Montluçon
  - Moulins
  - Néris-les-Bains
  - Saint-Prix
  - Souvigny
  - Verneuil-en-Bourbonnais
  - Vichy

- Ardèche :
  - Ajoux
  - Annonay
  - Balazuc
  - Chambonas
  - Chomérac
  - Joyeuse
  - Larnas
  - Payzac
  - Ribes
  - Rochecolombe
  - Saint-Laurent-sous-Coiron
  - Villeneuve-de-Berg
  - Viviers

- Cantal :
  - Aurillac
  - Fontanges
  - Laroquebrou
  - Mauriac
  - Molompize
  - Murat
  - Saint-Flour
  - Salers

- Drôme :
  - Die
  - Espeluche
  - Grignan
  - Hostun
  - Livron-sur-Drôme
  - Montélimar[2]
  - Mirmande
  - Montbrun-les-Bains
  - Romans-sur-Isère
  - Saint-Paul-Trois-Châteaux
  - Saint-Restitut
  - Saint-Vallier
  - Sauzet
  - Les Tonils
  - Les Tourrettes

- Isère :
  - Barraux
  - Beauvoir-en-Royans
  - Besse-en-Oisans
  - Brangues
  - La Côte-Saint-André
  - Crémieu
  - Grenoble
  - Hières-sur-Amby
  - Mens
  - Revel-Tourdan
  - Saint-Antoine-l'Abbaye
  - Saint-Baudille-de-la-Tour
  - Saint-Chef
  - Saint-Quentin-Fallavier
  - La Verpillière
  - Vertrieu
  - Vienne
  - Villefontaine

- Loire :
  - Ambierle
  - La Bénisson-Dieu
  - Champdieu
  - Charlieu
  - Chazelles-sur-Lyon
  - Le Crozet
  - Firminy
  - Leigneux
  - Malleval
  - Montbrison
  - La Pacaudière
  - Pélussin
  - Pouilly-lès-Feurs
  - Riorges
  - Rive-de-Gier
  - Saint-Bonnet-le-Château
  - Sainte-Croix-en-Jarez
  - Saint-Étienne
  - Saint-Galmier
  - Saint-Haon-le-Châtel
  - Saint-Jean-Saint-Maurice-sur-Loire
  - Saint-Just-Saint-Rambert
  - Saint-Marcellin-en-Forez

- Haute-Loire :
  - Allègre
  - Auzon
  - Brioude
  - La Chaise-Dieu
  - Langeac
  - Lavaudieu
  - Le Puy-en-Velay
  - Saint-Paulien

- Puy-de-Dôme :
  - Ambert
  - Artonne
  - Besse-et-Saint-Anastaise
  - Billom
  - Le Broc
  - Champeix
  - Châteldon
  - Châtel-Guyon
  - Clermont-Ferrand (Montferrand)
  - Clermont-Ferrand (Centre-ville)[3]
  - Montpeyroux
  - Mozac
  - Pont-du-Château
  - Riom
  - Royat
  - Saint-Pierre-la-Bourlhonne
  - Saint-Saturnin
  - La Sauvetat
  - Thiers
  - Vic-le-Comte

- Rhône :
  - Albigny-sur-Saône
  - Anse
  - Lyon
  - Lyon
  - Neuville-sur-Saône
  - Pommiers
  - Riverie
  - Saint-Symphorien-d'Ozon
  - Salles-Arbuissonnas-en-Beaujolais
  - Savigny
  - Thizy-les-Bourgs
  - Villefranche-sur-Saône
  - Villeurbanne – Les Gratte-Ciels

- Savoie :
  - Chambéry
  - Chanaz
  - Planay
  - Pralognan-la-Vanoise
  - Saint-Bon-Tarentaise - Courchevel 1850

- Haute-Savoie :
  - Annecy
  - Féternes
  - Présilly
  - Yvoire

### Bourgogne-Franche-Comté
- Côte-d'Or :
  - Arnay-le-Duc
  - Auxonne
  - Beaune
  - Brochon
  - Chenôve
  - Dijon
  - Flavigny-sur-Ozerain
  - Fontaine-lès-Dijon
  - Is-sur-Tille
  - Marsannay-la-Côte
  - Nuits-Saint-Georges
  - Puligny-Montrachet
  - Sainte-Marie-la-Blanche
  - Saint-Romain
  - Santenay
  - Semur-en-Auxois

- Doubs :
  - Audincourt
  - Besançon
  - Maîche
  - Montbéliard
  - Montfaucon
  - Valentigney

- Jura :
  - Arbois
  - Arinthod
  - Baume-les-Messieurs
  - Bracon
  - Château-Chalon
  - Clairvaux-les-Lacs
  - Coteaux du Lizon
  - Dole
  - Domblans
  - Lons-le-Saunier
  - Nozeroy
  - Orgelet
  - Poligny
  - Saint-Amour
  - Saint-Claude
  - Salins-les-Bains

- Nièvre :
  - Arquian
  - Bitry
  - La Charité-sur-Loire
  - Clamecy
  - Cosne-Cours-sur-Loire
  - Dampierre-sous-Bouhy
  - Decize
  - Donzy
  - Nevers
  - Saint-Amand-en-Puisaye

- Haute-Saône :
  - Bucey-lès-Gy
  - Champlitte
  - Chariez
  - Faverney
  - Fondremand
  - Gray
  - Gy
  - Marnay
  - Pesmes
  - Ray-sur-Saône

- Saône-et-Loire :
  - Autun
  - Le Breuil
  - Chagny
  - Chalon-sur-Saône
  - Chasselas
  - Cluny
  - Cuiseaux
  - Fontaines
  - Mâcon
  - Saint-Gengoux-le-National
  - Tournus

- Yonne :
  - Auxerre
  - Avallon
  - Cravant
  - Joigny
  - Noyers
  - Saint-Florentin
  - Stigny
  - Tanlay
  - Tonnerre
  - Vézelay
  - Villeneuve-sur-Yonne

### Bretagne
- Côtes-d'Armor :
  - Châtelaudren-Plouagat
  - Dinan
  - Erquy
  - Guingamp
  - Jugon-les-Lacs
  - Lamballe
  - Moncontour
  - Paimpol
  - Perros-Guirec
  - Pontrieux
  - La Roche-Jaudy
  - Quintin
  - Trédrez-Locquémeau
  - Tréguier

- Finistère :
  - Bénodet
  - Berrien
  - Brennilis
  - Brest
  - Clohars-Carnoët
  - Combrit
  - Commana
  - Concarneau
  - Le Conquet
  - Daoulas
  - Douarnenez
  - Le Faou
  - La Feuillée
  - Huelgoat
  - Landéda
  - Landerneau
  - Lannilis
  - Moëlan-sur-Mer
  - Morlaix
  - Ouessant
  - Penmarch
  - Plobannalec-Lesconil
  - Ploéven
  - Plomeur
  - Plougonven
  - Plouguerneau
  - Plourin-lès-Morlaix
  - Pont-Aven
  - Pont-Croix
  - Pont-l'Abbé
  - Quimper
  - Quimperlé
  - Roscoff
  - Rosporden
  - Trémaouézan

- Ille-et-Vilaine :
  - Bazouges-la-Pérouse
  - Bécherel
  - Châteaugiron
  - Combourg
  - Dinard
  - Fougères
  - La Guerche-de-Bretagne
  - Rennes
  - Saint-Aubin-du-Cormier
  - Saint-Lunaire
  - Saint-Malo
  - Saint-Méen-le-Grand
  - Vitré

- Morbihan :
  - Auray
  - Guémené-sur-Scorff
  - Hennebont
  - Josselin
  - Malansac
  - Malestroit
  - Peillac
  - Pontivy
  - Pont-Scorff
  - Port-Louis
  - La Roche-Bernard
  - Rochefort-en-Terre
  - Vannes

### Centre-Val de Loire
- Cher :
  - Bourges

- Eure-et-Loir :
  - Anet
  - Aunay-sous-Crécy
  - Berchères-sur-Vesgre
  - Boncourt
  - Chartres
  - Crécy-Couvé
  - Épernon
  - Illiers-Combray
  - Montreuil
  - Saint-Ouen-Marchefroy

- Indre :
  - Le Blanc
  - Châteauroux
  - Issoudun
  - Saint-Benoît-du-Sault

- Indre-et-Loire :
  - Amboise
  - Beaulieu-lès-Loches
  - Boussay
  - Candes-Saint-Martin
  - Château-Renault
  - Chaumussay
  - Chinon
  - Cormery
  - Faye-la-Vineuse
  - Loches
  - Luynes
  - Montrésor
  - Richelieu
  - Rochecorbon
  - Tours

- Loir-et-Cher :
  - Blois
  - Châteauvieux
  - Cour-sur-Loire
  - Noyers-sur-Cher
  - Saint-Aignan
  - Saint-Dyé-sur-Loire
  - Saint-Viâtre
  - Vendôme

- Loiret :
  - Beaulieu-sur-Loire
  - Cerdon
  - Château-Renard
  - Ferrières-en-Gâtinais
  - La Ferté-Saint-Aubin
  - Mareau-aux-Prés
  - Meung-sur-Loire
  - Olivet
  - Orléans
  - Puiseaux
  - Saint-Benoît-sur-Loire
  - Saint-Cyr-en-Val
  - Saint-Hilaire-Saint-Mesmin
  - Saint-Pryvé-Saint-Mesmin

### Corse
- Corse-du-Sud :
  - Ajaccio
  - Bonifacio
  - Forciolo

- Haute-Corse :
  - Bastia
  - Corbara
  - Lama
  - Speloncato

### Île-de-France
- Paris :
  - Le Marais
  - 7e arrondissement

- Seine-et-Marne :
  - Barbizon
  - Bourron-Marlotte
  - Bray-sur-Seine
  - Brie-Comte-Robert
  - Le Châtelet-en-Brie
  - Couilly-Pont-aux-Dames
  - Crécy-la-Chapelle
  - Jossigny
  - Lagny-sur-Marne
  - Larchant
  - Maincy
  - Meaux
  - Melun
  - Montceaux-lès-Meaux
  - Moret-Loing-et-Orvanne
  - Provins
  - Rozay-en-Brie
  - Seine-Port
  - Thomery
  - Villeneuve-le-Comte
  - Voulangis

- Yvelines :
  - Andrésy
  - Carrières-sur-Seine
  - Croissy-sur-Seine
  - Mantes-la-Jolie
  - Montfort-l'Amaury
  - Neauphle-le-Château
  - Le Pecq
  - Rambouillet
  - Saint-Germain-en-Laye
  - Versailles
  - Le Vésinet

- Essonne :
  - Brunoy
  - Chalo-Saint-Mars
  - Dourdan
  - Draveil
  - Étampes
  - Étréchy
  - Longpont-sur-Orge
  - Massy
  - Milly-la-Forêt

- Hauts-de-Seine :
  - Clamart
  - Gennevilliers
  - Marnes-la-Coquette
  - Sceaux
  - Suresnes

- Seine-Saint-Denis :
  - Saint-Ouen-sur-Seine

- Val-de-Marne :
  - Fontenay-sous-Bois
  - Mandres-les-Roses
  - Villeneuve-Saint-Georges
  - Vincennes

- Val-d'Oise :
  - Auvers-sur-Oise
  - Boisemont
  - Cergy
  - Enghien-les-Bains
  - Gonesse
  - Pontoise

### Grand Est
- Ardennes :
  - Asfeld
  - Charleville-Mézières
  - Givet
  - Mouzon
  - Revin
  - Rocroi
  - Sedan
  - Vouziers

- Aube :
  - Ervy-le-Châtel
  - Mussy-sur-Seine
  - Nogent-sur-Seine
  - Troyes

- Marne :
  - Aÿ-Champagne
  - Châlons-en-Champagne
  - Cormicy
  - Épernay
  - Hautvillers
  - Reims
  - Sainte-Menehould

- Haute-Marne :
  - Bourmont
  - Châteauvillain
  - Chaumont
  - Joinville
  - Langres
  - Vignory
  - Le Montsaugeonnais

- Meurthe-et-Moselle :
  - Lunéville
  - Nancy
  - Pont-à-Mousson

- Meuse :
  - Bar-le-Duc
  - Commercy
  - Saint-Mihiel

- Moselle :
  - Metz
  - Montigny-lès-Metz
  - Phalsbourg
  - Sarrebourg
  - Scy-Chazelles

- Bas-Rhin :
  - Reichshoffen
  - Strasbourg
  - Wissembourg

- Haut-Rhin :
  - Colmar
  - Mulhouse

- Vosges :
  - Gérardmer
  - Mirecourt
  - Moyenmoutier
  - Neufchâteau
  - Plombières-les-Bains et Le Val-d'Ajol
  - Raon-l'Étape
  - Remiremont
  - Saint-Dié-des-Vosges
  - Saint-Jean-d'Ormont

### Guyane
- Cayenne

### Hauts-de-France
- Aisne :
  - Château-Thierry
  - Condé-en-Brie
  - Essômes-sur-Marne
  - La Ferté-Milon
  - Laon
  - Oigny-en-Valois

- Nord :
  - Beaucamps-Ligny
  - Comines
  - Fournes-en-Weppes
  - Hamel
  - Hondschoote
  - Lambersart
  - Liessies
  - Lille
  - Roubaix
  - Tourcoing
  - Valenciennes

- Oise :
  - Compiègne
  - Gerberoy
  - Morienval
  - Noyon
  - Saint-Martin-aux-Bois
  - Senlis

- Pas-de-Calais :
  - Aire-sur-la-Lys
  - Arras
  - Auxi-le-Château
  - Berck
  - Béthune
  - Boulogne-sur-Mer
  - Calais
  - Carvin
  - Condette
  - Étaples
  - Frévent
  - Guarbecque
  - Labeuvrière
  - Saint-Omer
  - Le Touquet-Paris-Plage
  - Vaudricourt
  - Wimereux

- Somme :
  - Conty
  - Mers-les-Bains

### La Réunion
- Saint-Denis

### Normandie
- Calvados :
  - Bayeux
  - Bernières-sur-Mer
  - Cabourg
  - Deauville
  - Honfleur
  - Pont-l'Évêque
  - Ponts sur Seulles
  - Trouville-sur-Mer
  - Villers-sur-Mer

- Eure :
  - Gaillon
  - Giverny
  - Nonancourt
  - Pont-Audemer
  - Verneuil-sur-Avre

- Manche :
  - Coutances
  - Granville
  - Villedieu-les-Poêles-Rouffigny

- Orne :
  - Alençon
  - Bagnoles de l'Orne Normandie
  - Belforêt-en-Perche
  - Domfront en Poiraie
  - Essay
  - Perche en Nocé
  - Rémalard
  - Saint-Céneri-le-Gérei
  - Sap-en-Auge

- Seine-Maritime :
  - Arques-la-Bataille
  - Bois-Héroult
  - Dieppe
  - Étretat
  - Fécamp
  - Freneuse
  - Gournay-en-Bray
  - Harfleur
  - Le Havre
  - Lillebonne
  - Montivilliers
  - Rouen
  - Sainte-Marguerite-sur-Mer
  - Saint-Martin-le-Gaillard
  - Sotteville-sur-Mer
  - Le Tréport
  - Veules-les-Roses

### Nouvelle-Aquitaine
- Charente :
  - Angoulême
  - Aubeterre-sur-Dronne
  - Barbezieux-Saint-Hilaire
  - Cognac
  - Confolens
  - Jarnac
  - La Rochefoucauld-en-Angoumois
  - Verteuil-sur-Charente
  - Villebois-Lavalette

- Charente-Maritime :
  - Le Château-d'Oléron
  - Jonzac
  - La Flotte
  - Marans
  - Marennes-Hiers-Brouage
  - Mornac-sur-Seudre
  - Neuvicq-le-Château
  - Pons
  - Rochefort
  - La Rochelle
  - Royan
  - Sainte-Marie-de-Ré
  - Saintes
  - Saint-Georges-d'Oléron
  - Saint-Jean-d'Angély
  - Saint-Martin-de-Ré
  - Saint-Palais-sur-Mer
  - Saint-Savinien
  - Saint-Sulpice-de-Royan
  - Surgères
  - Taillebourg
  - Talmont-sur-Gironde

- Corrèze :
  - Beaulieu-sur-Dordogne
  - Brive-la-Gaillarde
  - Ligneyrac
  - Ségur-le-Château
  - Treignac
  - Tulle
  - Uzerche

- Creuse :
  - Aubusson
  - Bénévent-l'Abbaye

- Dordogne :
  - Baneuil
  - Bergerac
  - Beynac-et-Cazenac
  - Biron
  - Boulazac Isle Manoire
  - Brantôme
  - Capdrot
  - Castelnaud-la-Chapelle
  - Cénac-et-Saint-Julien
  - Chancelade
  - Domme
  - Excideuil
  - Les Eyzies
  - Groléjac
  - Issigeac
  - Lalinde
  - Lanquais
  - Marsac-sur-l'Isle
  - Marsalès
  - Mauzac-et-Grand-Castang
  - Monpazier
  - Mouleydier
  - Nontron
  - Pays de Belvès
  - Périgueux
  - La Roque-Gageac
  - Ribérac
  - Saint-Astier
  - Saint-Capraise-de-Lalinde
  - Saint-Cyprien
  - Saint-Raphaël
  - Sarlat-la-Canéda
  - Terrasson-Lavilledieu
  - Thiviers
  - Val de Louyre et Caudeau
  - Vézac
  - Vitrac

- Gironde :
  - Bazas
  - Blaye
  - Bordeaux
  - Cadillac-sur-Garonne
  - Cussac-Fort-Médoc
  - Gensac
  - Langoiran
  - Libourne
  - Lormont
  - Pessac
  - La Réole
  - Rions
  - Saint-Christophe-des-Bardes
  - Sainte-Foy-la-Grande
  - Saint-Émilion
  - Saint-Étienne-de-Lisse
  - Saint-Hippolyte
  - Saint-Laurent-des-Combes (Gironde)
  - Saint-Macaire
  - Saint-Pey-d'Armens
  - Saint-Sulpice-de-Faleyrens
  - Soulac-sur-Mer
  - Vignonet

- Landes :
  - Dax
  - Labastide-d'Armagnac
  - Saint-Sever
  - Solférino : bourg de l'ancien domaine impérial de Solférino
  - Soorts-Hossegor
  - Tarnos

- Lot-et-Garonne :
  - Agen
  - Casseneuil
  - Nérac
  - Pujols
  - Villeneuve-sur-Lot

- Pyrénées-Atlantiques :
  - Bayonne
  - Biarritz
  - Bidache
  - Boucau
  - Ciboure
  - Espelette
  - Guéthary
  - Navarrenx
  - Oloron-Sainte-Marie
  - Orthez
  - Pau
  - Saint-Jean-de-Luz
  - Salies-de-Béarn
  - Sauveterre-de-Béarn

- Deux-Sèvres :
  - Airvault
  - Arçais
  - Celles-sur-Belle
  - Chef-Boutonne
  - La Mothe-Saint-Héray
  - Melle
  - Niort
  - Parthenay
  - Plaine-et-Vallées
  - Saint-Loup-Lamairé
  - Thouars

- Vienne :
  - Charroux
  - Châtellerault
  - Loudun
  - Mirebeau
  - Montmorillon
  - Nouaillé-Maupertuis
  - Poitiers
  - Saint-Savin

- Haute-Vienne :
  - Aixe-sur-Vienne
  - Le Dorat
  - Eymoutiers
  - Feytiat
  - Limoges
  - Saint-Léonard-de-Noblat
  - Saint-Yrieix-la-Perche

### Occitanie
- Ariège :
  - Alzen
  - Ax-les-Thermes
  - Carla-Bayle
  - Montségur
  - Le Port
  - Roquefixade
  - Saint-Lizier

- Aude :
  - Aragon
  - Bages
  - Carcassonne
  - Castelnaudary
  - Duilhac-sous-Peyrepertuse
  - Leucate
  - Montréal
  - Narbonne
  - Villerouge-Termenès

- Aveyron :
  - La Couvertoirade
  - Druelle Balsac
  - Luc-la-Primaube
  - Le Monastère
  - Olemps
  - Onet-le-Château
  - Rodez
  - Sainte-Radegonde
  - Sauveterre-de-Rouergue
  - Sébazac-Concourès
  - Villefranche-de-Rouergue
  - Villeneuve

- Gard :
  - Aigues-Mortes
  - Bagnols-sur-Cèze
  - Beaucaire
  - Bernis
  - Fourques
  - Montcalm
  - Nîmes
  - Pont-Saint-Esprit
  - Saint-Gilles
  - Saint-Laurent-des-Arbres
  - Sauve
  - Sommières
  - Tharaux
  - Uzès
  - Vauvert
  - Vergèze
  - Vestric-et-Candiac
  - Vézénobres
  - Villeneuve-lès-Avignon

- Haute-Garonne :
  - Bagnères-de-Luchon
  - Plaisance-du-Touch
  - Saint-Bertrand-de-Comminges
  - Toulouse
  - Valcabrère

- Gers :
  - Auch
  - Lectoure
  - Lectoure
  - Lombez

- Hérault :
  - Agde
  - Arboras
  - Béziers
  - Lodève
  - Loupian
  - Minerve
  - Montpellier
  - Pégairolles-de-Buèges
  - Pézenas
  - Saint-Guilhem-le-Désert
  - Saint-Jean-de-Buèges
  - Sète
  - Villeneuvette

- Lot :
  - Albas
  - Aujols
  - Autoire
  - Bretenoux
  - Cahors
  - Figeac
  - Goujounac
  - Gourdon
  - Puy-l'Évêque
  - Sousceyrac

- Lozère :
  - Ispagnac
  - Le Malzieu-Ville
  - Mende
  - Le Pont-de-Montvert
  - Quézac

- Hautes-Pyrénées :
  - Arreau
  - Bagnères-de-Bigorre - La Mongie
  - Cauterets
  - Galan
  - Gavarnie-Gèdre
  - Saint-Pé-de-Bigorre

- Pyrénées-Orientales :
  - Les Angles
  - Arles-sur-Tech
  - Baixas
  - Collioure
  - Elne
  - Ille-sur-Têt
  - Mosset
  - Perpignan
  - Prats-de-Mollo-la-Preste
  - Prunet-et-Belpuig

- Tarn :
  - Albi
  - Cestayrols
  - Cordes-sur-Ciel
  - Gaillac
  - Larroque et Puycelsi
  - Lautrec
  - Puylaurens
  - Rabastens
  - Sorèze

- Tarn-et-Garonne :
  - Grisolles
  - Lauzerte[4],[5]
  - Montauban
  - Montpezat-de-Quercy
  - Saint-Antonin-Noble-Val
  - Verdun-sur-Garonne

### Pays de La Loire
- Loire-Atlantique :
  - Batz-sur-Mer
  - La Baule-Escoublac
  - La Bernerie-en-Retz
  - Clisson
  - Le Croisic
  - Guérande
  - Nantes
  - Piriac-sur-Mer
  - Pornichet
  - Le Pouliguen
  - Saint-Brevin-les-Pins

- Maine-et-Loire :
  - Angers
  - Aubigné-sur-Layon
  - Baugé-en-Anjou
  - Beaupréau
  - Béhuard
  - Blaison-Gohier
  - Cholet
  - Cornillé-les-Caves
  - Le Coudray-Macouard
  - Denée
  - Fontevraud-l'Abbaye
  - Gennes-Val-de-Loire
  - Ingrandes-Le Fresne sur Loire
  - Jarzé Villages
  - Jarzé Villages
  - Mauges-sur-Loire
  - Montreuil-Bellay
  - Montsoreau
  - Ombrée d'Anjou
  - Le Puy-Notre-Dame
  - Saumur
  - Savennières
  - Thorigné-d'Anjou
  - Turquant

- Mayenne :
  - Chailland
  - Château-Gontier
  - Craon
  - Ernée
  - Jublains
  - Lassay-les-Châteaux
  - Laval
  - Parné-sur-Roc
  - Saint-Denis-d'Anjou
  - Sainte-Suzanne-et-Chammes
  - Saint-Pierre-des-Nids
  - Saint-Pierre-sur-Erve
  - Saulges

- Sarthe :
  - Allonnes
  - Asnières-sur-Vègre
  - Assé-le-Boisne
  - La Ferté-Bernard
  - La Flèche
  - Fresnay-sur-Sarthe
  - Luché-Pringé
  - Le Mans
  - Moulins-le-Carbonnel
  - Parcé-sur-Sarthe
  - Sablé-sur-Sarthe
  - Saint-Calais
  - Saint-Léonard-des-Bois

- Vendée :
  - Apremont
  - Avrillé
  - Le Bernard
  - L'Épine
  - Faymoreau
  - Fontenay-le-Comte
  - Foussais-Payré
  - Les Herbiers
  - Longeville-sur-Mer
  - Luçon
  - Mallièvre
  - Mortagne-sur-Sèvre
  - Mouchamps
  - Noirmoutier-en-l'Île
  - Pouzauges
  - La Roche-sur-Yon
  - Rives-d'Autise
  - Les Sables-d'Olonne
  - Saint-Gilles-Croix-de-Vie
  - Saint-Hilaire-la-Forêt
  - Tiffauges
  - Vouvant

### Provence-Alpes-Côte d'Azur
- Alpes-de-Haute-Provence :
  - Annot
  - Barcelonnette
  - Manosque
  - Quinson

- Hautes-Alpes :
  - Briançon
  - Châteauvieux
  - Embrun
  - Garde-Colombe
  - Remollon
  - Saint-André-de-Rosans
  - Saint-Véran
  - Serres
  - Tallard

- Alpes-Maritimes :
  - Antibes
  - Le Bar-sur-Loup
  - Grasse
  - Menton
  - Nice

- Bouches-du-Rhône :
  - Aix-en-Provence
  - Arles
  - Barbentane
  - Les Baux-de-Provence
  - Cornillon-Confoux
  - Jouques
  - Marseille
  - Peyrolles-en-Provence
  - Rognes
  - Saint-Rémy-de-Provence
  - Tarascon
  - Le Tholonet
  - Vauvenargues

- Var :
  - Brignoles
  - Fréjus
  - Hyères
  - Lorgues
  - Saint-Martin-de-Pallières
  - La Seyne-sur-Mer
  - Toulon
  - Trans-en-Provence

- Vaucluse :
  - Avignon
  - Carpentras
  - L'Isle-sur-la-Sorgue[6]
  - Ménerbes
  - Oppède
  - Pernes-les-Fontaines
  - Pertuis
  - Sorgues

## Études en cours
Au début des années 2020, plusieurs communes étudient la possibilité de créer un site patrimonial remarquable, comme Locronan,.